# Bobby Liebling
Robert «Bobby» Harold Liebling (Condado de Arlington, Virginia, 21 de diciembre de 1953) es un músico y cantautor estadounidense, conocido por ser el único miembro fundador y permanente de la influyente banda de heavy metal Pentagram. Aunque su carrera ha estado repleta de complicaciones debido a su personalidad errática e impredecible (empeorada aún más por su antigua adicción a las drogas), es considerado y admirado actualmente como uno de los mayores progenitores tanto del heavy metal como del doom metal, cuya vida fue seguida por 9.14 Pictures para rodar la película documental Last Days Here.

## Biografía

### Infancia y adolescencia
Bobby Liebling nació en el Condado de Arlington, Estados Unidos el 21 de diciembre de 1953, hijo de Joseph Liebling, un importante político que trabajó para tres presidentes (incluyendo a Richard Nixon) y ocho Secretarios de Defensa, tuvo sin embargo una infancia bastante libre aunque no exenta de discusiones con su padre, quien al llegar a la adolescencia solían discutir por su cabello largo y la música que escuchaba.

## Inicios

### El nacimiento de Pentagram
Al salir de la secundaria e influido principalmente por el blues rock y el hard rock de Blue Cheer, comenzó su carrera musical a principios de los 70s con la banda Shades of Darkness, pronto él y su antiguo compañero del colegio Geof O'Keefe, proveniente de la banda Space Meat, dejaron sus respectivos grupos y se unieron para crear en 1971 a la agrupación Pentagram.
Pronto se unieron a la banda el bajista Vincent McAllister y el baterista Steve Martin, John Jennings entra como segundo guitarrista pero poco tiempo después John y Steve se retiran y sus puestos los ocupan Geof en la batería, quien originalmente solía ser el guitarrista, y Vincent cambia su bajo por la guitarra, reclutando a Greg Mayne para ocupar el puesto de bajista y dando origen a la primera formación clásica de la banda.

### Consolidando un nuevo género
Con la formación clásica de los 70s finalmente establecida bajo el mando de Bobby Liebling, Pentagram comienza sus primeros ensayos y a componer su propio material, la banda comienza a presentarse con distintos nombres como Virgin Death, Wicked Angel y Stone Bunny y para 1972 consiguen un contrato con el sello Intermedia para grabar su primer sencillo con los temas Lazy Lady y Be Forewarned bajo el nombre de Macabre, pero por un error de la imprenta los discos quedaron con el nombre "Macbre", Bobby se refirió a este suceso como "un momento Spinal Tap".
La banda eventualmente regresa a su nombre original y en marzo de 1973 graban su primer demo en el cual incluye algunos de los mayores clásicos compuestos por la banda como Review Your Choices y el adelantado a su era Forever My Queen. En ese año Bobby y Geof conocen a Randy Palmer, un joven guitarrista aficionado a la música pesada que se estaba empezando a gestar durante la década y quien se uniría por un breve periodo a la banda, otorgándole un sonido todavía más pesado a la agrupación y quien iniciaría un proyecto musical con Bobby y Geof llamado Bedemon, iniciando el movimiento del proto doom que ya había arrancado desde Black Sabbath.

### El declive
Para ese entonces Bobby comienza a sumergirse cada vez más y más al mundo de las drogas, lo que sería una perdición para la banda y de la cual no se repondría hasta décadas después, para ese momento Pentagram estaba en la mira de importantes mánagers y productores musicales, uno de ellos fue Gordon Fletcher, columnista de importantes revistas como Rolling Stone y Creem, con quien entabló contacto con los productores y mánagers de la banda Blue Öyster Cult Sandy Pearlman y Murray Krugman a mediados de los 70s para grabar un álbum completo. Lamentablemente la oportunidad de sus vidas se pierde cuando Bobby, insatisfecho por la grabación de una pista suya, discute fuertemente con Murray, provocando que se retirara del estudio y cancelara su contrato con la banda, hecho que Bobby, Geof, Vince y Greg lamentaron por muchos años.
Tiempo después ocurre el famoso encuentro con la banda y Kiss, Gene Simmons y Paul Stanley fueron invitados a presenciar un ensayo de la banda con el objetivo de impresionarlos y ser acogidos bajo su protección, desafortunadamente Vince y Greg, quienes trabajaban aseando baños, llegaron tarde al encuentro y sólo recibieron burlas de parte de los invitados quienes criticaron el aspecto de los integrantes, sin embargo Paul ofreció comprarles algunos de sus temas, oferta que Bobby obviamente rechazó.
Producto de diversos incidentes entre los que incluyen el arresto de Bobby por posesión de drogas en 1975 y la falta de un contrato discográfico, la alineación original se separa en 1977, dejando solo a Bobby. De acuerdo a él, durante este periodo comenzó a trabajar como traficante en la época de Pablo Escobar, ingresando kilos de drogas a través del estado de Virginia y Bogotá, Colombia volando un Cessna, oficio que eventualmente terminaría abandonando debido al peligroso riesgo al que se exponía.

## El regreso de Pentagram

### Death Row
Después de la disolución de Pentagram, Bobby se une a un grupo llamado Death Row en 1980, integrado por el guitarrista Victor Griffin y el bajista Lee Abney, poco después ingresan a la formación Joe Hasselvander como baterista y Martin Swaney reemplazando a Abney, los dos últimos ya habían participado con Bobby al final de los 70s en las breves reencarnaciones de Pentagram que tuvieron lugar luego de la partida de los miembros originales. Con esta nueva agrupación la banda se embarca en giras tocando temas tanto nuevos como de los originales Pentagram, en 1983 Bobby es convencido por sus compañeros y fanes de revivir a Pentagram con sus nuevos compañeros, dando paso a la segunda formación más prominente de la banda y con la que editaría por fin su primer álbum de estudio en 1985, el homónimo Pentagram, que sería reeditado en 1992 con el nombre Relentless. Este álbum marca el inicio de una nueva era para Pentagram y Bobby, quienes además lanzan en 1987 Day of Reckoning y finalmente Be Forewarned en 1994, haciendo presentaciones entre las que destacan su participación como banda soporte de Ace Frehley, siendo el último disco hecho por la segunda formación clásica Liebling - Griffin - Swaney - Hasselvander.
Los miembros se retiran de la banda y solamente quedan Bobby y Joe Hasselvander, aprovechando la habilidad multinstrumentista de Joe, ambos lanzan los álbumes Review Your Choices de 1999 y Sub-Basement de 2001, este disco tiene un enfoque muy personal en la vida de Bobby, el cual refleja los estados de ánimo más íntimos del artista, quien por entonces aún vivía en el sótano de sus padres debido a la vulnerabilidad sufrida por su fuerte adicción a las drogas. En 2004 Bobby se une a los miembros restantes de la banda Internal Void e inician un proyecto semejante al de Death Row, grabando un nuevo álbum bajo el nombre de Pentagram llamado Show 'em How, compuesto en su mayoría por temas clásicos de los 70s.

### El renacimiento
La condición de Bobby empeora cada vez más y en 2005 sufre una sobredosis que estuvo a punto de matarlo, este hecho marcó eventos drásticos en su vida que se vieron retratados en el documental Last Days Here, que empezó a ser rodado tiempo después luego de tal acontecimiento. La ayuda de su mánager y amigo Sean Pelletier trajo grandes cambios en su vida tales como su conversión al cristianismo, su paso definitivo por la desintoxicación, el regreso triunfal a los escenarios y más importante aún, el nacimiento de su hijo con su esposa Hallie Liebling, varios años más joven que él.
Con todos estos sucesos a su favor, Bobby Liebling y Pentagram finalmente comienzan a gozar del reconocimiento que habían merecido muchos años atrás, en 2011 publica el álbum Last Rites y prepara una gira por Europa participando en eventos importantes como el evento Hellfest y el Azkena Rock Festival en 2012 junto a Ozzy Osbourne, Lynyrd Skynyrd, Blue Öyster Cult, Black Label Society entre otros, dándose a conocer a un público más amplio, integrando actualmente a la banda al baterista Pete Campbell, al bajista Greg Turley y a su viejo compañero Victor Griffin.

## Conflictos actuales y arresto
Lamentablemente para el veterano compositor sus problemas personales no los ha logrado dejar completamente atrás, particularmente su trato hacia las mujeres. En 2013 se separó de su esposa Hallie, en 2016 tres días antes de finalizar un tour por EE.UU las bandas encabezadas por mujeres y quienes actuaban como apoyo para Pentagram durante la gira, Wax Idols y King Woman, abandonaron el tour alegando comentarios y actitudes despectivas e inapropiadas por parte del frontman.
Pero el caso más grave que sacudió enormemente a los fanáticos de la banda fue el arresto que se produjo el 10 de abril de 2017 como consecuencia de una agresión causada hacia su propia madre Diane Liebling, de 87 años de edad y quien estuvo presente en el rodaje del documental Last Days Here, por dicho motivo Bobby enfrentó una condena de 18 meses de prisión bajo los cargos de abuso y negligencia contra un adulto mayor proferido por una corte de Maryland, sentencia que cumplió entre mayo de 2017 y noviembre de 2018. El incidente sin embargo no desaceleró las actividades de la banda, la cual estuvo encabezada temporalmente por el guitarrista y cocompositor Victor Griffin cumpliendo también el papel de vocalista en las fechas establecidas mientras Bobby se encontraba recluido.
Una vez cumplida su sentencia Bobby regresó a la banda, noticia que fue anunciada a través de un comunicado lanzado por la agrupación en enero de 2019 donde el frontman se declaraba "rehabilitado y arrepentido" por todo lo acontecido. Victor Griffin, quien lo suplantó durante su ausencia, se retiró de la banda en 2019 una vez que Bobby salió de prisión, presuntamente como consecuencia de lo acontecido, ocupando nuevamente su puesto el guitarrista Matt Goldsborough hasta la actualidad.

## Discografía

### Con Pentagram
Sencillo: Be Forewarned / Lazy Lady (como Macabre) (1972)
Demo: Bias Recordings Studio (1973)
Sencillo: Hurricane / Earth Flight (1973)
Sencillo: Under My Thumb / When the Screams Come (1974)
Sencillo: Livin' in a Ram's Head / When the Screams Come (1979)
Álbum: Pentagram (Relentless) (1985)
Álbum: Day of Reckoning (1987)
Álbum: Be Forewarned (1994)
Álbum: Review Your Choices (1999)
Álbum: Sub-Basement (2001)
Recopilación: First Daze Here (The Vintage Collection) (2002)
Álbum: Show 'em How (2004)
Recopilación: First Daze Here Too (2006)
Álbum: Last Rites (2011)
Película: Last Days Here (2012)
Álbum: Curious Volume (2015)

### Con Bedemon
Recopilación: Child of Darkness: From the Original Master Tapes (Grabado desde 1973 hasta 1974, lanzado en 2005)